# Сельванс
Сельванс — этрусское божество плодородия и роста, покровитель земной энергии. Хранитель границ (изначально — хранитель полей и имений, впоследствии — границ вообще, в том числе и государственных). Изображался вначале в виде межевого камня, позднее — как обнажённый либо полуобнажённый мужчина, держащий в руках кривой нож для обрезки деревьев. В восприятии этрусков был связан с пастбищем, лесом, садом. Как хтоническое божество был связан с миром смерти. Подобно храмам Туран и Мариса, посвящённые Сельвансу храмы располагались всегда за городской стеной.
Предположительно был заимствован римлянами в форме бога лесов Сильвана; впрочем, некоторые исследователи утверждают, что эти мифологемы не зависят друг от друга.

## Происхождение
Первые признаки культа Сельванса (бронзовые статуэтки) обнаруживаются в V веке до нашей эры. Функция защитника государственных границ прослеживается уже в IV веке до нэшей эры: Сельванс сопровождается эпитетом «Граничный» — Selvans Tularia (этр. tular ‘граница’).